# Naqoyqatsi
Naqoyqatsi ist der dritte Teil der Qatsi-Trilogie von Godfrey Reggio. „Naqoyqatsi“ ist ein Wort aus der Sprache der Hopi-Indianer, das so viel bedeutet wie „Ein Leben des Mordens“, „Krieg als Lebensinhalt“, (interpretiert) „Zivilisierte Gewalt“. Der Film erschien 2002 in den Kinos.

## Inhalt
In diesem letzten Teil der Qatsi-Trilogie wird mit entsprechenden Bildern das, nach Godfrey Reggios Meinung, bedeutendste Ereignis der letzten fünftausend Jahre dargestellt: der Übergang von einer Welt, die von den Gesetzen der Natur organisiert ist, zu einer Welt, die von Technologie, dem Synthetischen und Virtuellen dominiert wird.
Thema des Films sind Gewalt und Zerstörung, die in manchen Facetten unserer technisierten Welt geradezu kultiviert werden. Dabei wird dieses Thema allerdings nicht auf eine moralisierende Weise, sondern mit Hilfe einer stark verfremdeten Bilderflut behandelt. Beinahe 80 Prozent der Bilder sind digital veränderte Archivaufnahmen.
Wie bereits die beiden vorangegangenen Teile, Koyaanisqatsi und Powaqqatsi, kommt auch Naqoyqatsi ganz ohne Dialoge aus. Philip Glass komponierte die Musik, Cellosoli werden gespielt von Yo-Yo Ma.
Bilder zeigen das zerstörerische Wirken des Menschen an der Natur als Auswirkungen der immer weiter fortschreitenden Industrialisierung, aber auch die Errungenschaften der Zivilisation erscheinen in unzähligen Bildern.

## Handlung
Beginnend mit monumentalen Gebäuden, die verlassen und ruinenhaft wirken, geht die Reise auch in die Gebäude und außen entlang, sowohl horizontal als auch vertikal. Das Bild wechselt zu einer Ozeanlandschaft im Sturm, es dunkelt und die Kamera „fliegt“ über eine karge Landschaft, aus der sich plötzlich ein pyramidenartiger Berg aus dem Boden erhebt. Menschen in weißen Gewändern erscheinen, überblendet und verfremdet, sodass keine Gesichter zu erkennen sind. Erst jetzt erscheint der Filmtitel und nach computeranimierten Farbbildern folgen eine digital bearbeitete Erdkugel und erneut ein virtuelles Farbspiel. Zeichen und Symbole bewegen sich durch das Bild und werden erneut von Soldaten abgelöst, die digital verändert wurden. Abbildungen großer Wissenschaftler wie Einstein und Gauß wechseln sich mit Kriegsbildern ab. Erneut toben Meereswellen, Ornamente und digital generierte Muster, die in einer Fahrt in den Himmel enden und mit schaumigen Wasser und schwimmenden Menschen wieder zurück zur Erde führen. Eine Laborantin mischt eine Substanz, ein menschliches Skelett erscheint und aus einer diffusen Masse bilden sich Menschen heraus, die dichtgedrängt alle in eine Richtung gehen. Ein Mensch wird in einen Computertomographen gefahren und man sieht Aufnahmen des Schädels, seines Inneren und des ganzen Körpers digital verändert.
Über 50 strampelnde Säuglinge liegen auf einer Ebene, berühren sich aber nicht. Ein Schaf mit anscheinend zwei Köpfen wird gezeigt, dann Sportler beim Turnen und Leichtathletik mit Bewegungsstudien, Radsportler, Ringer, Fechter, Wintersportler, Schwimmer, Marathonläufer, Turmspringer. Es folgen Aufnahmen von fröhlichen Menschen, die miteinander sprechen, singen und lachen. Die Szenerie wechselt zu Aufnahmen von Ackerland, Wald, Straßen und Häusern in Städten, Fabrik- und Ölpumpenlagen. Kringelnder Rauch schlängelt sich durchs Bild, die amerikanische Flagge weht im Wind, Abbildungen von historischen Staatsmännern und -frauen werden gezeigt und Banknoten erscheinen stark digital verändert. Menschen bewegen sich in einer La-Ola-Welle und Militärmusiker marschieren durchs Bild, Broker gestikulieren wild an der Börse. Aus der Welt von Politik, Kultur und Sport erscheinen Bilder einer politischen Delegation, von Sportlern und ihren Fans, Astronauten, Promis auf dem Roten Teppich in starker digitaler Veränderung, Menschen beim Pferderennen, Raumfahrt und Feuerwerk. Erneut kringelt sich Rauch durchs Bild und die Szenerie wechselt zu Bauwerken aus Menschenhand bis hin zu Satelliten und Raumstationen, die zu einer Rückblende in die Welt der Politiker, Sportler und Promis der Geschichte führen. Die nächsten Bilder zeigen wildlebende Tiere in Afrika, auch wieder stark digital verändert, und eine Pistolenkugel, die frontal in Richtung Kamera geschossen und deren Flugbahn dann von der Kamera verfolgt wird. Es folgen Aufnahmen eines Atompilzes und Auswirkungen von Wasserbomben. Bilder von Autos und Geschwindigkeit folgen, aber auch galoppierende Tiere und rasender Verkehr in den Städten, Dummys in einem Flugzeugtestflug. Über Firmenlogos, die hintereinander sich von einem zum nächsten verwandeln, wird auf die Errungenschaften der modernen Technik verwiesen, die in zahlreichen Bildern vorgestellt werden. Der Industrie folgt die Religion und Politik, auch hier wandeln sich die Symbole von einem zum anderen. Menschen demonstrieren und kollidieren mit der Staatsmacht, Kriegsbilder wurden eingearbeitet, weinende, klagende und traurige Menschen. Die Szenen wechseln wieder in die Raumfahrt, aber auch zu Bildern von Fallschirmspringern, deren Flugfiguren in Zeitlupe dargestellt werden. Der Film schließt ab mit Sternen im All.

## Filmmusik
Die 2002 bei Sony erschienene CD enthält folgende Titel:
1. Naqoyqatsi (7:50)
2. Primacy Of Number (6:52)
3. Massman (9:49)
4. New World (3:03)
5. Religion (9:01)
6. Media Weather (7:53)
7. Old World (3:09)
8. Intensive Time (8:08)
9. Point Blank (11:17)
10. The Vivid Unknown (7:09)
11. Definition (2:50)

## Rezeption
Der Film erschien am 14. Oktober 2003 als DVD, die von Miramax veröffentlicht wurde. Die komplette Qatsi-Trilogie produzierte Criterion Collection. Sie erschien am 11. Dezember 2012 und enthält Bonusmaterial von Interviews mit zahlreichen Mitwirkenden, Berichte zu Entstehung und Produktion.
Kino.de beschrieb den Film als „Ein elegisches, esoterisches Gesamtkunstwerk, eine hintersinnige Zivilisationsphilosophie in Form einer Non-Stop-Collage, furios montiert, emotional fesselnd, und zum Nachdenken anregend. Film als Kunstform, sicherlich nicht leicht zugänglich, nicht leicht zu vermarkten, aber, wenn man sich darauf einlässt, höchst unterhaltsam – und verstörend.“ „Ein Kaleidoskop aus mannigfaltigen Impressionen entrollt sich vor dem Auge des Betrachters: Symbole, Codes, Nachrichtenschnipsel und Töne verbinden sich zu einer Sinfonie des Untergangs. Ein frühes Bild zeigt den Turmbau zu Babel, Symbol für ein Kommunikationsgewirr, das durch neue Bild- und Digitalmedien weitergeführt wird.“ Der Regisseur zeigt sowohl „das zerstörerische Wirken der Spezies Mensch an Beispielen unberührter Natur“, aber auch die „Errungenschaften der Zivilisation.“
Der deutsche Filmdienst meinte, dass dieser letzte „Teil der Trilogie (nach Koyaanisqatsi und Powaqqatsi), der sich mit einer aus den Fugen geratenen Welt befasst und in deren Zentrum der Krieg als Alltag und die zivilisierte Gewalt steht,“ „trotz des immensen technischen Aufwands substanzlos“ bliebe. „Mit computermanipuliertem Filmmaterial aus allen Bereichen des täglichen Lebens wird ein Bildersturm entfacht, der die bildfixierte Medienrealität anprangern möchte, sie jedoch nur um einige Sensationen bereichert. Durch undifferenzierte Gleichsetzung und ohne überzeugende Definition, schlägt die beabsichtigte Aufklärung ins Gegenteil um.“
Auch Rotten Tomatoes stellte fest, dass es „der schwächste Film in Reggios Trilogie“ wäre.
Roger Ebert schrieb auf seiner Kritikerseite: „Vielleicht besteht die Lösung darin, die Analyse der Bilder ganz einzustellen und uns von ihnen zu befreien. Genauso wie es eine Ketzerei ist, klassische Musik zu paraphrasieren, indem man ‚Geschichten‘ oder ‚Botschaften‘ entdeckt, müssen ‚Naqoyqatsi‘ und seine Brüder vielleicht als Hintergrund für unsere eigenen Bewusstseinsströme erfahren werden – Anstöße, die uns dazu bringen, über dieselben Bedenken nachzudenken, die Reggio hat. Ich habe Probleme mit ‚Naqoyqatsi‘ als Film, aber als Musikvideo ist es ziemlich bemerkenswert.“